# Taxithelium wattsii
Taxithelium wattsii är en bladmossart som beskrevs av Brotherus 1918. Taxithelium wattsii ingår i släktet Taxithelium och familjen Sematophyllaceae. Inga underarter finns listade i Catalogue of Life.